# Striatoguraleus himaeformis
Striatoguraleus himaeformis é uma espécie de gastrópode do gênero Striatoguraleus, pertencente a família Horaiclavidae.